# Claudius Glaber
Gaius (?) Claudius Glaber war ein römischer Prätor wohl 73 v. Chr. (oder einige Jahre früher).
Glaber zog 73 v. Chr. als erster Feldherr mit einer rasch ausgehobenen Truppe von rund 3000 Mann gegen die Aufständischen unter Spartacus auf den Vesuv, schloss sie auf dem Berg ein und besetzte den einzigen Zugang, der von der Ebene zum Krater führte. Die Truppe um Glaber wurde aber von den Aufständischen überrumpelt und geschlagen. Angeblich flochten die Aufständischen aus Reben Leitern, mit denen sie sich abseilen konnten.

## Glaber als Filmrolle
Glaber wird in Verfilmungen zur Geschichte des Spartacus erwähnt, so in den Spartacusverfilmungen von 1960 (John Dall als Marcus Publius Glabrus) und 2004 (Ben Cross als Titus Glabrus). In der Fernsehserie Spartacus wird Glaber von Craig Parker gespielt. 